# Metepilysta
Metepilysta is een kevergeslacht uit de familie van de boktorren (Cerambycidae). De wetenschappelijke naam van het geslacht werd voor het eerst geldig gepubliceerd in 1970 door Breuning.

## Soorten
Metepilysta omvat de volgende soorten:
- Metepilysta enganensis Breuning, 1970
- Metepilysta negrosensis Breuning, 1970